# Dubiaranea penai
Dubiaranea penai is een spinnensoort uit de familie hangmatspinnen (Linyphiidae). De soort komt voor in Chili.